# Sommières-du-Clain
Sommières-du-Clain ist eine französische Gemeinde mit 738 Einwohnern (Stand: 1. Januar 2022) im Département Vienne in der Region Nouvelle-Aquitaine (vor 2016: Poitou-Charentes). Sie gehört zum Arrondissement Montmorillon und zum Kanton Civray (bis 2015: Kanton Gençay). Die Einwohner werden Sommiérois genannt.

## Geographie
Sommières-du-Clain liegt etwa 39 Kilometer südlich von Poitiers am Clain. Umgeben wird Sommières-du-Clain von den Nachbargemeinden La Ferrière-Arioux im Norden und Nordosten, Château-Garnier im Osten und Südosten, Saint-Romain im Süden, Romagne im Westen und Südwesten sowie Champagné-Saint-Hilaire im Nordwesten.

## Bevölkerungsentwicklung
| Jahr                      | 1962 | 1968 | 1975 | 1982 | 1990 | 1999 | 2006 | 2013 |
| Einwohner                 | 881  | 771  | 686  | 729  | 635  | 664  | 745  | 802  |
| Quelle: Cassini und INSEE |      |      |      |      |      |      |      |      |

## Sehenswürdigkeiten
Siehe auch: Liste der Monuments historiques in Sommières-du-Clain
- Kirche Saint-Gaudent, seit 1935 Monument historique
- Kloster Les Moreaux
- Schloss aus dem 17./18. Jahrhundert, Monument historique seit 1988

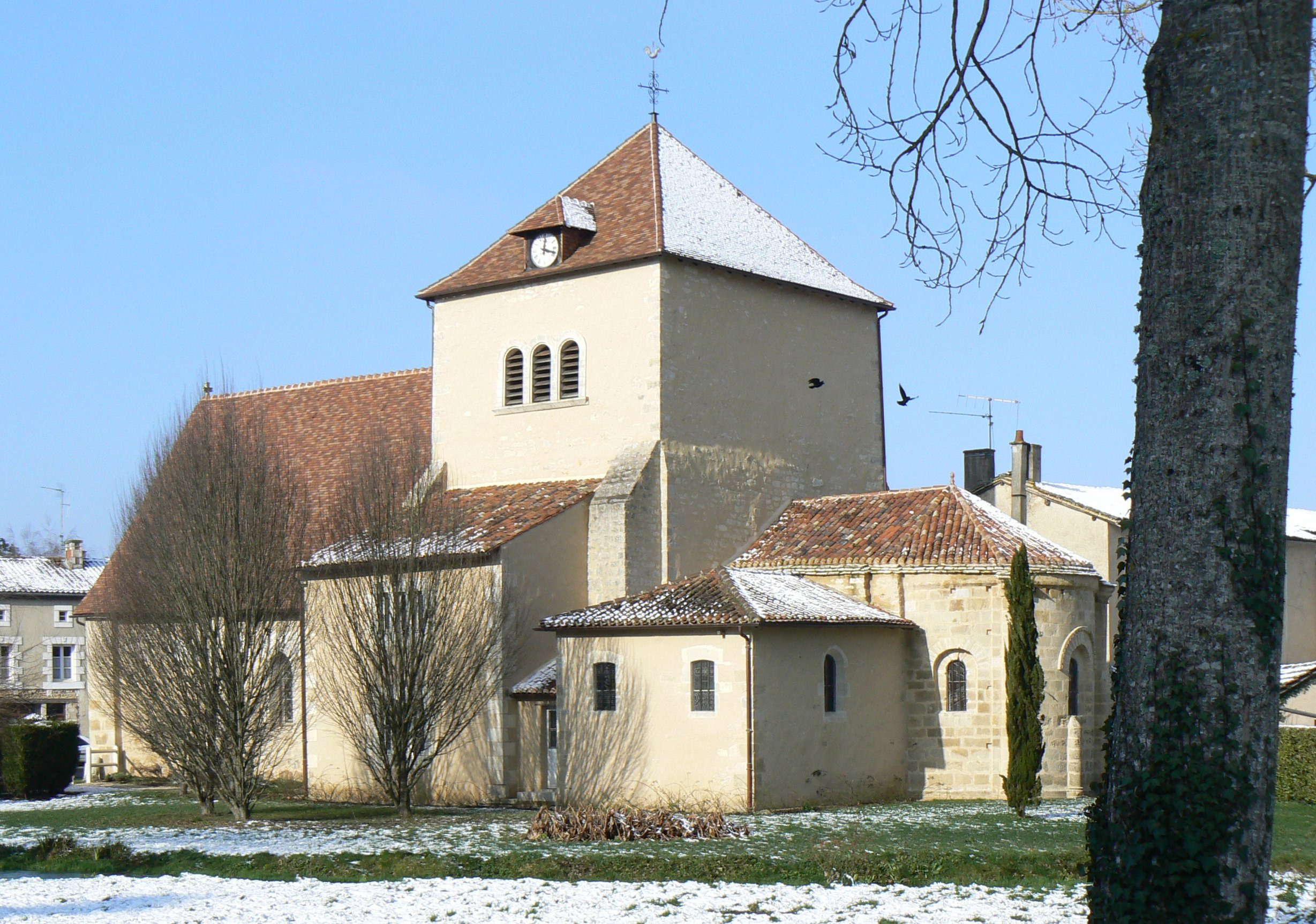
Kirche Saint-Gaudent
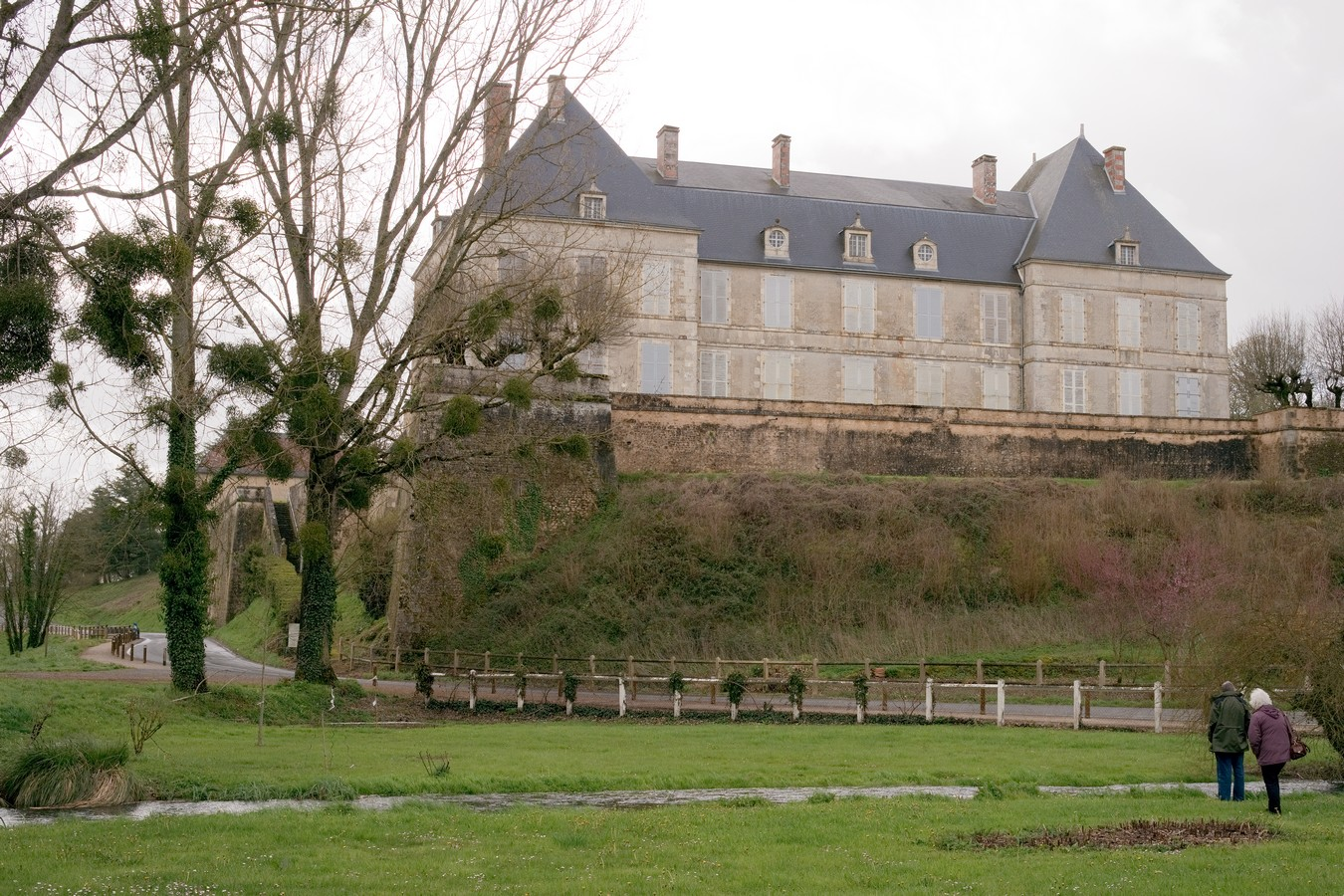
Schloss Sommières-du-Clain